# Precursor químico
Un precursor químico es una sustancia indispensable o necesaria para producir otra mediante los compuestos químicos que constituyen una primera etapa en un proceso químico y que actúan como sustrato en las etapas posteriores. Sirve como ejemplo, el caso del alcohol etílico, precursor del ácido acético en la  formación del vinagre.
Anglicismo, aceptado con base en la definición de la Unión Europea.